# Chimigramma

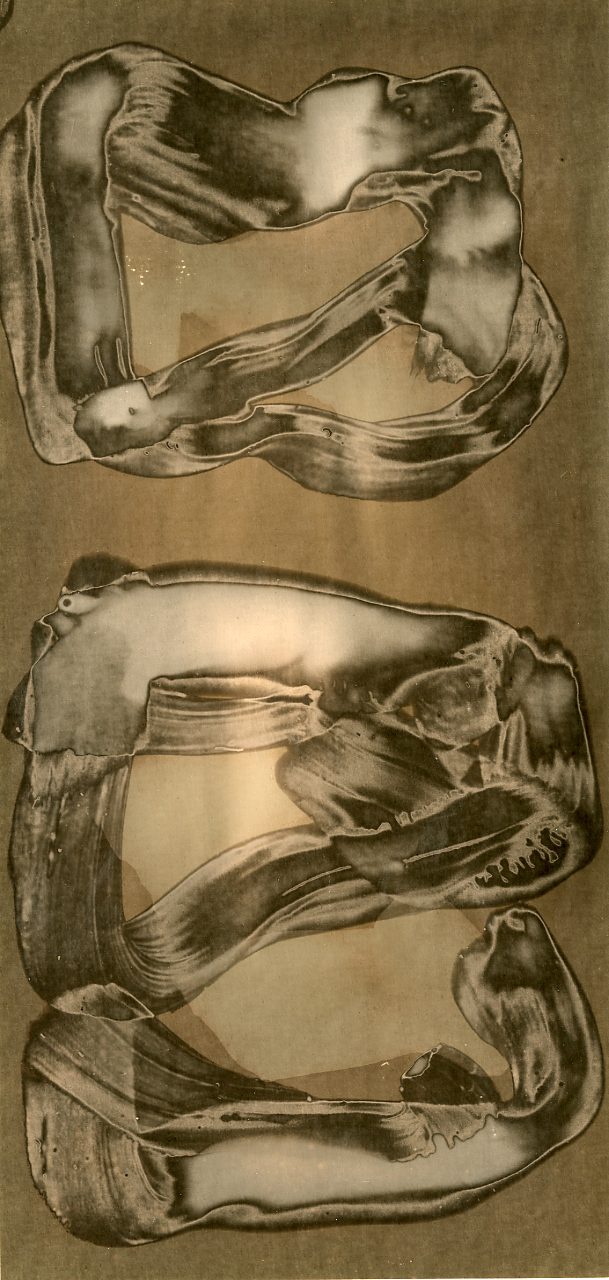
Chimigramma del 1970, di Paolo Monti

Il chimigramma è una tecnica artistica consistente nell'applicare sostanze chimiche a una superficie fotosensibile. Il termine, un neologismo composto dalle parole «chimica» e «gramma» (cioè, scrittura o segno scritto), indica sia la tecnica realizzativa sia l'immagine risultante.

## Descrizione
Si ottiene mediante azione localizzata di sostanze chimiche (sviluppo, fissaggio fotografico) su di una superficie fotosensibile senza usare la macchina fotografica, né l'ingranditore o la camera oscura. Il risultato è costituito da macchie e grafi che si creano anche per espressione semicasuale della chimica della foto, perlopiù quali immagini astratte (da qui la catalogazione talvolta nella cosiddetta «fotografia astratta»). È da taluni considerato un ibrido tra fotografia e pittura, ma più propriamente può costituire una nuova area che si distingue dall'una e dall'altra.

## Storia
La tecnica fu inventata nel 1956 da Pierre Cordier, che parlò di «segno di scrittura chimico», e si è poi diffusa tra artisti d'avanguardia che ne fanno uso nella ricerca e nella sperimentazione artistica.